# 천간
천간(天干) 또는 십간(十干)은 지지와 함께 간지를 이루며, 갑(甲), 을(乙), 병(丙), 정(丁), 무(戊), 기(己), 경(庚), 신(辛), 임(壬), 계(癸)를 말한다.

## 개요
옛 중국에서 유래하였으며 한반도, 일본, 베트남 등 한자문화권 각국에 전래되어 여러 가지 용도로 쓰였다. 전근대에는 연도,날짜 등 시간의 표시에 두루 쓰였고 현대에도 순서를 나타내는 용법이 관용적으로 남아 있다. 십이지와 함께 십간 십이지라고 부른다. 오행과 결부되어 2개씩 짝을 지어 음양이 배당되어 있고, 일본에서는 명칭에도 그 흔적이 남아 있다

## 종류
십간은 갑·을·병·정·무·기·경·신·임·계의 10종류이다. 십간의 본래 뜻은 고대 연구에 편리한 한의 석명이나, 사기의 역서에 의해서, 실은 생명 소장의 순환과정을 나누어 설명한 것이며, 실제의 목, 화, 서, 우라는 존재에 직접 관계가 있는 것은 아니다.

## 십간표

### 각 언어에 따라 읽는 법
| 천간 | 한국어 | 일본어       | 일본어               | 일본어               | 중국어      | 베트남어     | 원래 뜻                                                             |
| 천간 | 한국어 | 음독         | 훈독                 | 의미                 | 중국어      | 베트남어     | 원래 뜻                                                             |
| ---- | ------ | ------------ | -------------------- | -------------------- | ----------- | ------------ | ------------------------------------------------------------------- |
| 甲   | 갑     | こう 고[*]   | きのえ 기노에[*]     | 나무의 형 (木の兄)   | jiǎ 자[*]   | giáp 잡[*]   | 식물이 싹이나 떡잎을 틔움                                           |
| 乙   | 을     | おつ 오쓰[*] | きのと 기노토[*]     | 나무의 동생 (木の弟) | yǐ 이[*]    | ất 엇[*]     | 양기가 아직 성장하지 않음                                           |
| 丙   | 병     | へい 헤이[*] | ひのえ 히노에[*]     | 불의 형 (火の兄)     | bǐng 빙[*]  | bính 빈[*]   | 양기가 성장함                                                       |
| 丁   | 정     | てい 데이[*] | ひのと 히노토[*]     | 불의 동생 (火の弟)   | dīng 딩[*]  | đinh 딘[*]   | 양기가 충만함                                                       |
| 戊   | 무     | ぼ 보[*]     | つちのえ 쓰치노에[*] | 흙의 형 (土の兄)     | wù 우[*]    | mậu 머우[*]  | 양기가 분화하면서 번성함                                            |
| 己   | 기     | き 기[*]     | つちのと 쓰치노토[*] | 흙의 동생 (土の弟)   | jǐ 지[*]    | kỷ 끼[*]     | 양기가 분산되는 것을 막기 위해 통제에 들어감                        |
| 庚   | 경     | こう 고[*]   | かのえ 가노에[*]     | 금의 형 (金の兄)     | gēng 겅[*]  | canh 까인[*] | 결실을 맺은 다음에 음기가 형성됨                                    |
| 辛   | 신     | しん 신[*]   | かのと 가노토[*]     | 금의 동생 (金の弟)   | xīn 신[*]   | tân 떤[*]    | 그늘에 의한 통제가 강화됨                                           |
| 壬   | 임     | じん 진[*]   | みずのえ 미즈노에[*] | 물의 형 (水の兄)     | rén 런[*]   | nhâm 념[*]   | 양기가 아래로 내려감                                                |
| 癸   | 계     | き 기[*]     | みずのと 미즈노토[*] | 물의 동생 (水の弟)   | guǐ 구이[*] | quý 꾸이[*]  | 생명이 없는 찌꺼기를 청산하고 땅 고르기를 통해 새로운 성장을 기다림 |

### 각 요소와의 관련
| 천지 | 오행      | 오방 | 음양 | 서력년의 하1항 (연의 천지) | MJD의 하1항 (일의 천지) | 이십사방 |
| ---- | --------- | ---- | ---- | -------------------------- | ----------------------- | -------- |
| 갑   | 나무 (木) | 동쪽 | 양   | 4                          | 0                       | 75°      |
| 을   | 나무 (木) | 동쪽 | 음   | 5                          | 1                       | 105°     |
| 병   | 불 (火)   | 남쪽 | 양   | 6                          | 2                       | 165°     |
| 정   | 불 (火)   | 남쪽 | 음   | 7                          | 3                       | 195°     |
| 무   | 흙 (土)   | 중앙 | 양   | 8                          | 4                       | -        |
| 기   | 흙 (土)   | 중앙 | 음   | 9                          | 5                       | -        |
| 경   | 금 (金)   | 서쪽 | 양   | 0                          | 6                       | 255°     |
| 신   | 금 (金)   | 서쪽 | 음   | 1                          | 7                       | 285°     |
| 임   | 물 (水)   | 북쪽 | 양   | 2                          | 8                       | 345°     |
| 계   | 물 (水)   | 북쪽 | 음   | 3                          | 9                       | 15°      |

## 간 사이의 상호작용
천간 중에서, 갑-기, 을-경, 병-신, 정-임, 무-계의 5조의 간에 대해서는, 각각 2간의 사이에 밀접한 관계가 있다고 여겨지고 있다. 이러한 2간이 만나면 합해서 일체가 된다고 여겨지고 있어 이것을 간합이라고 한다. 이 간합의 관계로부터 덕신이 정해져 있다. 양의 간은 스스로가 덕신이며, 음의 간은 말라 합하는 간이 덕신이 된다. 길방은 해의 간의 덕신이 가리키는 분 모퉁이이다.

## 10일
상나라에서는 10개의 태양이 존재해 그것이 매일 교대로 올라, 10일에 일순한다고 생각해 십간은 각각의 태양에 붙여진 이름이라고 말해진다. 이 태양이 10일에 일순 하는 것을 「순」이라고 부른다. 초순, 중순, 하순이라는 통칭도 이것에 유래한다. 중국에는 요제의 시대에 10개의 태양이 한 번에 출, 초목이 불탈수록 더워져 버렸으므로 요제가 활이 교묘한 예라는 사람에게 명해 9개의 태양을 격추했다는 신화가 있어, 이 설을 증명하고 있다.

## 순위
천간은 일본이나 한국, 중국등의 한자권에서, 물건의 계급·등급이나 종류를 나타내기 위해서 사용되기도 한다. 소주는 갑류·을류로 분류된다. 방화 관리자나 위험물 취급자, 동력차조종자 등의 자격은 갑종·을종으로 구분되고 있다. 이전에는 학교의 성적이나 징병 검사의 결과를 나타내는데 갑·을·병·정을 이용하고 있었다.
중국에서는 유기 화합물의 명명에 십간이 이용된다. 탄소의 수가 1개라면 갑, 2개라면 을 … 된다. 예를 들면 메탄은 갑완이며, 에탄올은 을순이다(완, 순은 각각 알칸, 알코올을 나타내는 한자).

## 방위

이십사방표

천간은 오행설에 의해서 설명되게 되면 오행이 나타내는 5분으로 묶을 수 있었다. 후에 십이지·팔괘를 섞은 세세한 24분이 이용되게 되었다.
길방은 해의 십간에 의해서 결정할 수 있다.

## 가명 등
또, 오늘이라도 일본이나 한국에서, 법적 논의에서의 사안의 등장 인물의 가명이나, 계약서 등에 둘 수 있는 당사자 그 외의 사람의 이름 또는 명칭의 약칭으로서 십간이 사용된다.
(예1) 갑남은 을녀에게 살의를 가지고 권총을 쏘았는데, 발사된 탄환은 을녀에게 찰상을 입게 한 후, 우연히 측에 있던 병남이 기르고 있던 개 A에 명중해, 따라 A는 사망했다.
(예2) 본건은 갑이 을에게, 매매계약에 근거하는 대금의 지불을 청구했는데, 이에 대해, 을이 병에 의한 제삼자 변제를 주장한 사안이다.
(예3) ABC 건설 주식회사(이하 「갑」이라고 함) , 주식회사 DEF 상사(이하 「을」이라고 함) 및 GHI시(이하 「병」이라고 함)는 이하의 조항에 의해서 공동 사업에 관한 협정을 체결한다.
또한 국회의원 선거할 때 한 지역에 국회의원이 2명 이상인 경우 선거구 이름을 천간으로 붙여서 쓰기도 한다.
(예4) 2016년 기준 수원시의 국회의원은 5명이므로 선거구 이름은 각각 수원시 갑, 수원시 을, 수원시 병, 수원시 정, 수원시 무라고 붙인다.

## 같이 보기
- 지지
- 간지